# Esquí alpí als Jocs Olímpics d'hivern de 1952

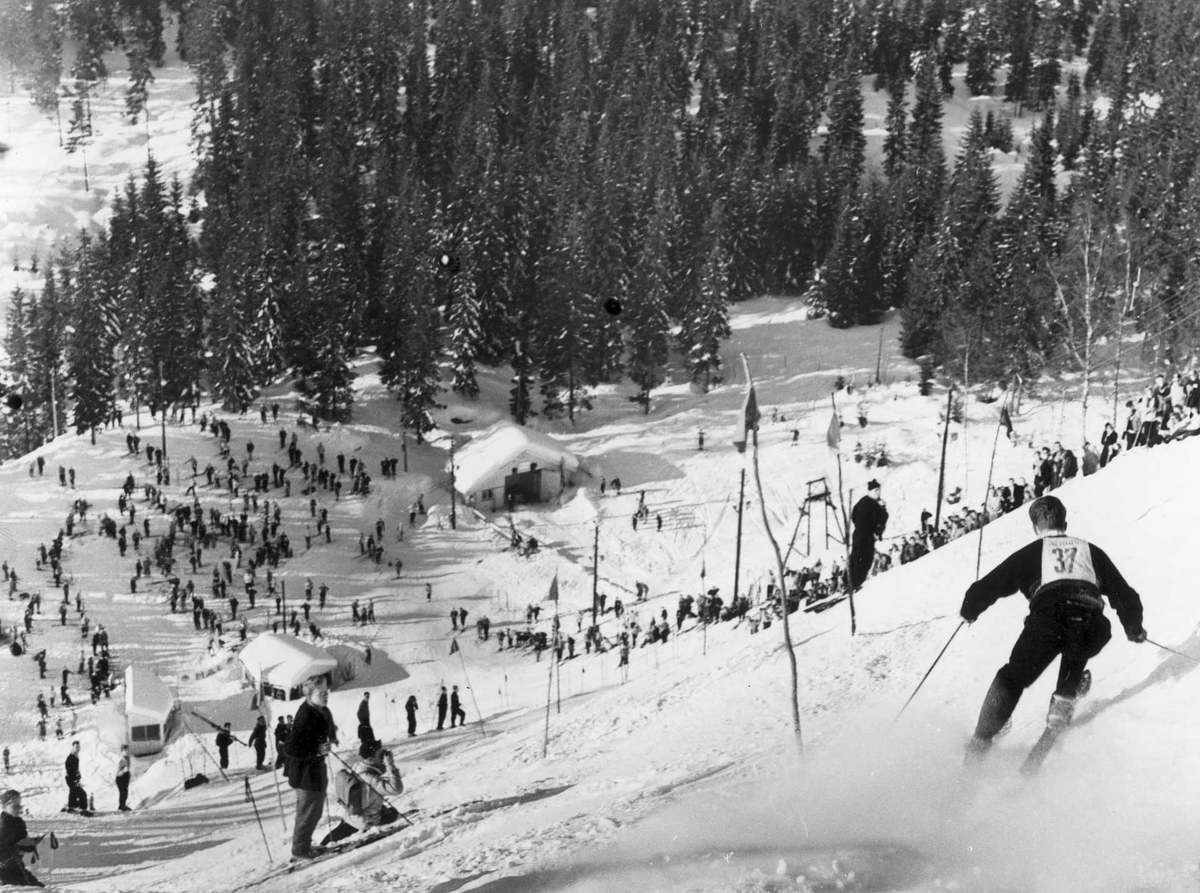
Fotografia de la competició alpina als Jocs Olímpics d'hivern de 1952.

Als Jocs Olímpics d'Hivern de 1952 celebrats a la ciutat d'Oslo (Noruega) es disputaren sis proves d'esquí alpí, tres en categoria masculina i tres més en categoria femenina.
En aquesta edició, disputada entre els dies 14 i 20 de febrer de 1952 a les instal·lacions d'Oslo, s'eliminà del programa la combinada alpina i s'introduí la prova de l'eslàlom gegant. Els resultats d'aquestes proves foren considerats, així mateix, vàlids per al Campionat del Món d'esquí alpí.

## Resum de medalles

### Categoria masculina
| Prova                  | Or               | Argent           | Bronze           |
| Descens Detalls        | Zeno Colò        | Othmar Schneider | Christian Pravda |
| Eslàlom gegant Detalls | Stein Eriksen    | Christian Pravda | Toni Spiß        |
| Eslàlom Detalls        | Othmar Schneider | Stein Eriksen    | Guttorm Berge    |

### Categoria femenina
| Prova                  | Or                   | Argent            | Bronze            |
| Descens Detalls        | Trude Jochum-Beiser  | Annemarie Buchner | Giuliana Minuzzo  |
| Eslàlom gegant Detalls | Andrea Mead-Lawrence | Dagmar Rom        | Annemarie Buchner |
| Eslàlom Detalls        | Andrea Mead-Lawrence | Ossi Reichert     | Annemarie Buchner |

## Medaller
| Posició | País         | Or | Argent | Bronze | Total |
| 1       | Àustria      | 2  | 3      | 2      | 7     |
| 2       | Estats Units | 2  | 0      | 0      | 2     |
| 3       | Noruega      | 1  | 1      | 1      | 3     |
| 4       | Itàlia       | 1  | 0      | 1      | 2     |
| 5       | Alemanya     | 0  | 2      | 2      | 4     |
|         |              |    |        |        |       |
| Total   | Total        | 6  | 6      | 6      | 18    |